# Сушский сумон
Сушский сумон, Сумон Суш, Сумон Сушский — административно-территориальная единица (сумон) и муниципальное образование со статусом сельского поселения в Пий-Хемском кожууне Тывы Российской Федерации.
Административный центр и единственный населённый пункт сумона — село Суш.

## География
Находится в Турано-Уюкской котловине. Сумон относится к районам Крайнего Севера.

## Население
| 2017 | 2018 |
| ---- | ---- |
| 508  | ↗516 |